# Кабутар-Абкеш
Кабутар-Абкеш (перс. كبوترابكش) — село в Ірані, у дегестані Ушіян, у бахші Чабоксар, шагрестані Рудсар остану Ґілян. За даними перепису 2006 року, його населення становило 344 особи, що проживали у складі 94 сімей.

## Клімат
Середня річна температура становить 15,05 °C, середня максимальна – 28,95 °C, а середня мінімальна – 1,26 °C. Середня річна кількість опадів – 1090 мм.
| Клімат поселення                              | Клімат поселення | Клімат поселення | Клімат поселення | Клімат поселення | Клімат поселення | Клімат поселення | Клімат поселення | Клімат поселення | Клімат поселення | Клімат поселення | Клімат поселення | Клімат поселення | Клімат поселення |
| Показник                                      | Січ.             | Лют.             | Бер.             | Квіт.            | Трав.            | Черв.            | Лип.             | Серп.            | Вер.             | Жовт.            | Лист.            | Груд.            |                  |
| Середній максимум, °C                         | 11,27            | 11,15            | 12,57            | 17,49            | 21,88            | 26,83            | 28,95            | 28,87            | 25,28            | 21,57            | 17,19            | 12,84            |                  |
| Середня температура, °C                       | 6,32             | 6,20             | 7,62             | 12,54            | 16,94            | 21,87            | 24,68            | 24,62            | 21,02            | 17,30            | 12,93            | 8,58             |                  |
| Середній мінімум, °C                          | 1,36             | 1,26             | 2,66             | 7,59             | 11,97            | 16,92            | 20,42            | 20,35            | 16,76            | 13,06            | 8,67             | 4,32             |                  |
| Норма опадів, мм                              | 85               | 77               | 80               | 44               | 48               | 39               | 34               | 56               | 136              | 230              | 148              | 113              |                  |
| Середньомісячна швидкість вітру, м/с          | 2.32             | 2.50             | 2.52             | 2.36             | 2.34             | 2.29             | 2.53             | 2.22             | 2.07             | 2.10             | 2.10             | 2.25             |                  |
| Середньомісячна сонячна радіація, кДж/м²·день | 7407             | 9310             | 11236            | 15160            | 19006            | 20637            | 21097            | 17961            | 14492            | 10650            | 8785             | 6953             |                  |
| --------------------------------------------- | ---------------- | ---------------- | ---------------- | ---------------- | ---------------- | ---------------- | ---------------- | ---------------- | ---------------- | ---------------- | ---------------- | ---------------- | ---------------- |
| Джерело:                                      |                  |                  |                  |                  |                  |                  |                  |                  |                  |                  |                  |                  |                  |